# Lliga Catalana (partit)
La Lliga Catalana fou un partit polític català, hereu i successor de la Lliga Regionalista, creat el febrer de 1933.

## Origen
El 1933, arran dels suggeriments de Francesc Cambó i Batlle que desitjava tenir més influència a Madrid, la Lliga Regionalista adoptà el nom de Lliga Catalanista, quan es va reestructurar com a partit i hi incorporà gent de la Dreta Liberal Republicana de Catalunya i el sector més catòlic d'Acció Catalana que es negà a formar part del Partit Republicà Català. Mostraren la seva fidelitat al nou règim sorgit de la Segona República Espanyola i pretenien ser l'alternativa oposada a l'Esquerra Republicana de Catalunya, de cara a les eleccions generals espanyoles de 1933, en què van obtenir 413.700 vots i 24 escons al Congrés dels Diputats.
Això provocà que els sectors republicans i esquerrans es reorganitzessin per a les eleccions municipals del gener del 1934, on la Lliga sofrí un cert retrocés i una campanya d'agressions, que dugué els seus representants a abandonar el Parlament de Catalunya en senyal de protesta. Aprofitant la seva absència, els diputats esquerrans al Parlament aprovaren la llei de Contractes de Conreu, a la que la Lliga, que havia enfrontat l'Institut Agrícola Català de Sant Isidre, contrari a la llei com la Lliga, al sindicat Unió de Rabassaires.
La Lliga intentà d'oposar-se a la deriva de la dreta espanyola cap a posicions més filofeixistes, a la qual s'hi adherí bona part del seu sector agrarista, però no se'n va sortir. No participà en els fets del sis d'octubre del 1934 i condemnà sense embuts la revolta, però tot i que protestava tímidament contra la retallada de competències autonòmiques va participar en els governs de la Generalitat intervinguda des d'abril de 1935 a gener de 1936, a vegades amb governs formats per gent íntegrament del seu partit i presidit pel mallorquí Fèlix Escalas i Chamení. Però la CEDA va intentar introduir-se en la política catalana creant Acció Popular Catalana, filial seva a Catalunya. Això va moure la Lliga a trencar el pacte de col·laboració que tenien amb la CEDA i va minar el seu prestigi. A les eleccions del febrer del 1936 la Lliga va promoure la coalició Front Català d'Ordre contra el Front d'Esquerres promogut per ERC i USC, però el fracàs electoral provocà la defecció del sector més dretà, cosa que la dugué cap a posicions centristes i a la col·laboració amb el novament restaurat Parlament de Catalunya amb els diputats empresonats arran dels fets de 1934, alhora que acceptava la llei de Contractes de Conreu.

## El final de la Lliga
L'esclat de la guerra civil espanyola de 1936-1939 la deixà en una situació ideològica insostenible en el camp republicà, molts dels seus membres van ser perseguits sospitosos de suport als rebels, i va desaparèixer. Molts dels seus dirigents se n'anaren a l'exili o, com Francesc Cambó, donaren suport econòmic i ideològic a Francisco Franco perquè controlés el desgavell social col·laborant amb l'Oficina de Propaganda i Premsa a París; d'altres s'amagaren i es mantingueren al marge del conflicte. Alguns destacats col·laboradors posteriors del règim franquista, com José María de Porcioles, militaren a la Lliga. Durant la transició democràtica alguns partits fundats per antics militants, com Lliga Liberal Catalana i Lliga de Catalunya-Partit Liberal Català, es presentaren a les eleccions generals espanyoles de 1977, però cap d'ells va reeixir en obtenir representació a les cambres legislatives.

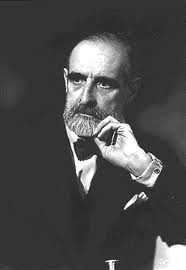
Retrat de Francesc Cambó, fet segurament pels anys 1930

## La desaparició de la Lliga
L'intent de consolidar una situació de concòrdia civil a Catalunya i l'orientació lleugerament centrista, o, en tot cas, contrària a la ruptura, de Lliga Catalana estava en conflicte amb la radicalització cada vegada més accentuada de les dretes espanyoles, la dinàmica de les quals tendia a desplaçar el centre de gravetat política des de la gilroblista cap al liderat de Calvo Sotelo, i des de les Corts al camp de batalla, tot preparant les bases materials perquè es produís un cop d'Estat, al qual s'afegirien els elements polítics contraris a la democràcia, en contra del predomini de l'esquerra i de l'augment de força de la classe obrera organitzada, en contra de l'autonomia de Catalunya i previsiblement també basca i gallega, a favor del manteniment de la jerarquia social basada en la propietat privada i a favor del predomini d'un catolicisme poc inclinat a la transigència.

Enfront el radicalisme de les dretes espanyoles i a la seva posició tendencialment, o en acte, subversiva, la posició de Lliga Catalana restava clarament resumida –a part l'orientació moderada del període final-, a la que al·ludia en un fragment d'un article publicat per Lluís Duran i Ventosa a La Veu de Catalunya dos dies abans de la revolta, el 16 de juliol:
| « | No seran dictadures del proletariat, ni dictadures de dretes, les que salvin Espanya. Mentre no canviï la mentalitat general i la concepció del paper que correspon als Governs i a l'Autoritat; mentre no es convenci tothom que la llei ha d'estar per damunt de tots, com a única garantia dels ciutadans, la situació no podrà tenir remei. | » |

I el mateix 18 de juliol la Veu de Catalunya insistia, en un article signat pel seu director, Joaquim Pellicena, en la necessitat d'acatar la llei i d'evitar les ruptures de l'ordre establert.

### N'estaven assabentats?
Els dirigents de la Lliga coneixien els preparatius de l'alçament, o, almenys, en tenien notícia; per això Cambó no abandonà Barcelona <hasta ver en qué paraban los distintos conflictes planteados, però un dia hubo de manifestarse a Joaquim Maria de Nadal que se estaba preparando un levantamiento militar para acabar con el desorden reinante en España.
| « | Como Cambó deseaba tener notícias concretas, antes de tomar sus determinaciones, entramos en relaciones con determinados elementos que nos confirmaron la existència del proyecto y aun nos indicaron la probabilidad de determinada fecha, y, luego, la suspensión momentània de su realización, por lo cual fijó él su salida de Barcelona hacia Italia para los últimos dies de junio. | » |

Resulta evident, per tots els indicis, l'absència de relació directa dels homes de la Lliga amb relació a l'alçament, almenys per part dels dirigents.

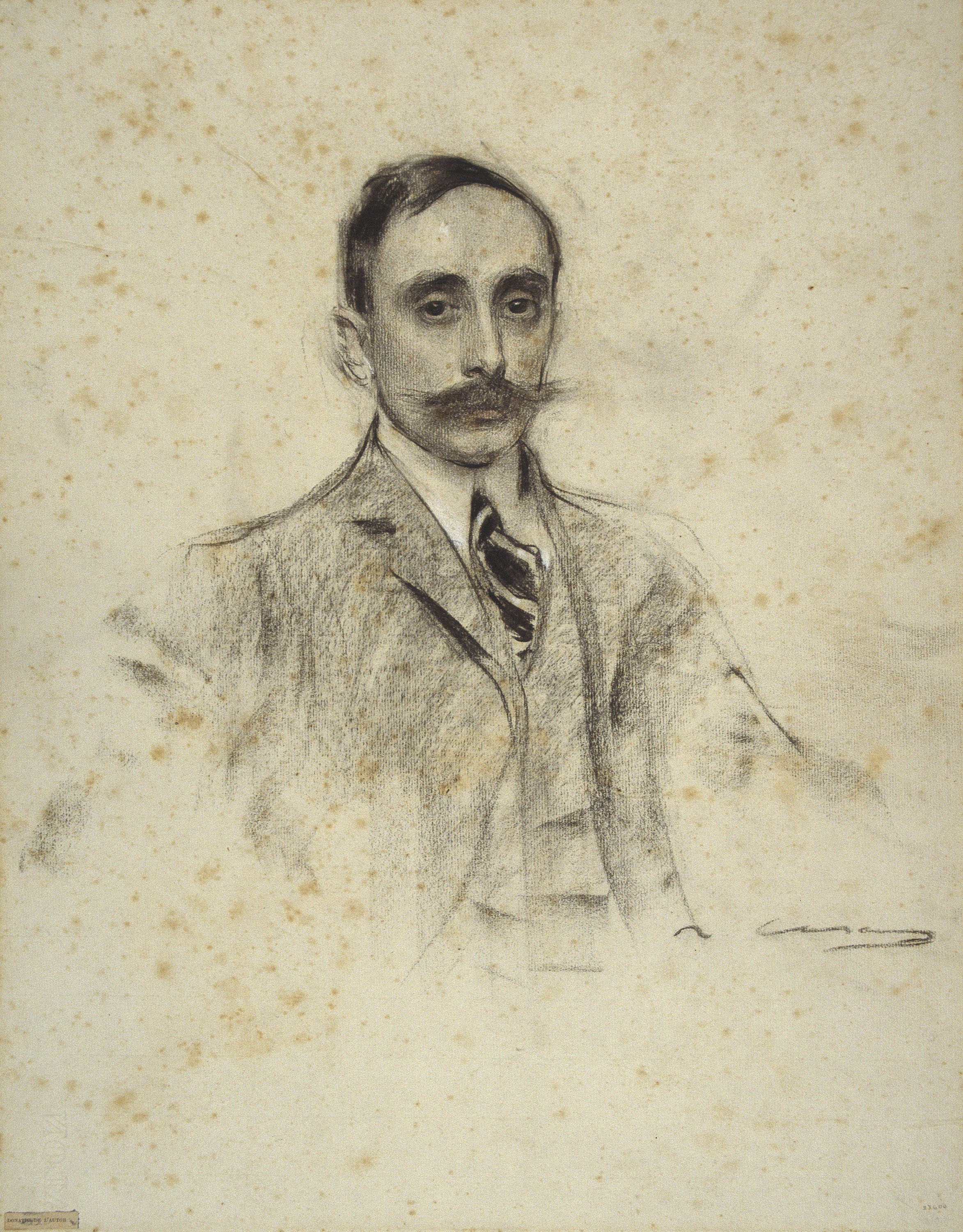
Ventosa vist per Ramon Casas (MNAC).

El dia 16 de juliol, Joan Ventosa i Calvell, cap de la minoria parlamentària de la Lliga, adreçava a tots els diputats del partit una nota convocant-los a la pròxima sessió plenària de les Corts, fixada per al dia 21 de juliol de 1936: S'anuncia que dimarts vinent tornarà a haver-hi sessió de Corts. Tenint en compte la gravetat del moment i la transcendència del debat que pot plantejar-se, és indispensable que hi assisteixin tots els diputats de la nostra minoria sense cap excepció. Li agrairé que no falti. La vigília de l'alçament, Ventosa, el dirigent de la Lliga més destacat en absència de Cambó, encara creia que la batalla s'havia de lliurar a les Corts.
No solament no hi ha cap element per a relacionar els homes de Lliga Catalana amb els preparatius de la insurrecció, sinó que, a més a més, el mateix sentit d'aquesta era antitètic amb el plantejament general del partit. Des d'un pla tàctic, la Lliga havia iniciat la col·laboració i la tendència al centre; havia elegit clarament la via de la legalitat. En el pla programàtic i ideològic, la Lliga s'alineava dins unes coordenades autonomistes i catalanistes, expressades a través d'institucions de democràcia formal.
Només hi havia un punt de coincidència: el manteniment de l'ordre social, que, pel joc de diversos factors de la revolució espanyola, quedaria convertit en element central i portaria els elements de la Lliga a sumar llurs esforços al camp nacional, en una posició social subordinada dins la composició del nou bloc dominant i una posició política totalment desairada, que es debat entre la renúncia total al propi passat, a la pròpia trajectòria, i a la persistència en els postulats anteriors, però amb renúncia de fer-los efectius com a línia política de futur.
La informació de la Lliga sobre el moment de l'alçament militar, per les relacions que hem assenyalat amb els sectors que s'havien revoltat, no podia ésser gaire bona. J. Ventosa el dirigent del partit, pel juliol ha d'acudir a <La Veu de Catalunya> perquè un redactor del diari Modest Sabaté, l'informi sobre el cop d'Estat dels militars segons les notícies que en té. La convocatòria dels parlamentaris per al dimarts a Madrid, i el fet que la majoria dels dirigents de la Lliga es trobessin en llocs d'estiueig amb les seves famílies (Puigcerdà, Cardedeu, Caldetes, Matadepera, etc.) demostren la nul·la participació del partit en l'alçament.

### Comencen les detencions
La reacció personal respecte dels membres de la Lliga durant els primers dies de la Revolució va tenir característiques molt diferents segons les zones de Catalunya, la força econòmica dels elements de la Lliga, la composició social o política de l'esquerranisme o les característiques personals dels homes d'una i altra tendència. A part la família Tous, de Solivella, revoltada, només tenim notícia de la detenció immediata de l'ex-diputat de la Lliga Francesc Salvans i Armengol, de Terrassa, que fou assassinat el 24 de juliol junt amb el seu fill Joan i d'altres industrials de la zona.
A l'inici de la Guerra Civil es va desencadenar una onada de repressió contra els sectors als quals es considerava afins als revoltats, principalment religiosos catòlics i simpatitzants de la Lliga. En general, i per les dades que coneixem, les primeres detencions, es produeixen cap a les darreries de juliol, bé que en previsió de possibles problemes la majoria de persones significades van desaparèixer de la vida publica. Però Ferran Valls i Taberner, destacat militant catòlic i diputat a Corts per la Lliga, va poder sortir de Cardedeu cap a Barcelona amb la seva muller i els seus cinc fills <per afers familiars>, amb el vistiplau del comitè antifeixista del poble d'estiueig; i el salconduit porta la dat 7 d'agost.
Joaquim Maria de Nadal, en canvi fou detingut el 29 de juliol, a Caldes d'Estrac, i traslladat a la presó de Mataró, on ja hi havia també el regionalista Joaquim Capell.

La Lliga no havia iniciat l'Alçament, però un cop començat i polaritzades les posicions entre revolució social i defensa de la societat establerta, l'elecció no era dubtosa. Coma catòlics, com a propietaris, com a gent d'ordre, ja tenien el lloc assignat, encara que no actuessin al principi. Però, això sí, calia llançar per la borda tot el que es relacionava amb el catalanisme i la democràcia liberal.
| « | Ni uno de los dirigentes o militantes destacados de la Lliga en su órgano político, o en los culturales que controlaban, estuvo al lado de la Generalidad. Esta actitud tan catalana y tan digna fue el último y major acto de su actuación. Al fin y al cabo, un bello morir honra toda una vida. Los dirigentes y los militantes prestaron una decidida y valiosa colaboración a la causa nacional. Bastantes, entre sus juventudes, lucieron la estrella de alférez provisional, y muchas jerarquías locales y provinciales de la Falange catalana salieron de los cuadros lligueros. Cierto que sus dirigentes no tuvieron cargos políticos, pero su posición personal dentro del Régimen franquista fue excepcionalment buena y ventajosa. En Lerida y en Gerona, sobre todo, dieron un porcentaje ellevadisimo –casi total—en las listas de caídos por Dios y por España.> | » |

Les detencions es van produir, doncs, i són molts els antics adherits a Lliga Catalana que foren empresonats durant la guerra civil (Tomàs Roig i Llop, Josep Maria de Porcioles i Colomer, Rossend Pich i Pon, Josep Riera i Clotet, etc. Alguns dels quals foren assassinats (Jaume Font i Bigay, de Mataró; l'escriptor Alfons Par, president del Centre Cotoner; Francesc Salvans i Armengol, de Terrassa, ja esmentat; Sebastià Banús, de La Masó; etc.) però la majoria dels dirigents de la Lliga Catalana van poder fugir de Catalunya i després de passar un temps per terres italianes o franceses es van reincorporar a Espanya, a la zona nacional. A part l'ex-diputat Salvans, només alguns dirigents de Lliga Catalana foren assassinats el 1936; Josep Codolà i Gualdo; el patrici de Girona, doctor Agustí Riera i Pau; el diputat Lluís G. Pinyol i Agulló; el diputat al Parlament de Catalunya Joan Rovira i Roure.
Però, a part aquests cinc polítics destacats, els grans líders del partit van aconseguir de concentrar-se a l'estranger, primer, per a passar després a la Zona Nacional o ajudar al triomf de l'Alçament.

Així, el suport de Cambó a la causa nacional ve a ésser el símbol de la direcció de tots els quadres del partit. J. M. Fontana es pregunta per l'actitud de Cambó durant la guerra, i diu:
| « | <Creemos sinceramente que estuvo en su puesto y cumplió con su deber. Ayudó con todas sus fuerzas econòmicas, que fueron muchas, y licenció pràcticament a sus huestes. Pero no quiso ni pudo tomar parte activa en algo que le había sobrepasado en mucho.> | » |

Maximiano García Venero, també com Fontana obertament favorable a l'alçament, trobava la posició de Cambó resumida
| « | <en estas palabras que repetia invariablement a los amigos políticos y personales que le pedian consejo: --Los que tengan dinero, que lo den, y los que estén en edad militar, que luchen.> | » |

J. Pabón, malauradament, no fa cap referència a la posició de Cambó davant la guerra espanyola, i silencia tot el que hauria pogut fer-nos conèixer els seus dubtes o matisacions sobre el curs de la guerra o sobre la construcció del nou Estat. Per això, només tenim una carta de Francesc Cambó adreçada a Ferran Valls i Taberner el 15 de setembre de 1936, en la qual l'informa de la seva posició política en el conflicte, puix que en Valls acaba de sortir de Catalunya:
| « | <En Ventosa (...) i jo i altres companys més, treballem des del primer moment per ajudar al triomf de l'exèrcit, única manera d'aconseguir que, en venir el triomf, puguem atenuar el càstig que inexorablement caurà sobre Catalunya>, | » |

i proposava F. Valls participar en una col·lecta a efectuar entre els seus coneguts, en moneda estrangera, destinada al govern de Burgos.
Fou a partir de París on es reuní la informació necessària perquè Joan Estelrich publiqués el famós llibre: La persecución religiosa en España, amb un poema prefaci de Paul Claudel i La cuestión vasca y la guerra civil espanyola.

### Propaganada nacionalista
Aquest sector actiu, lliurat a la propaganda del bàndol nacionalista, tenia al costat l'organització destinada a satisfer les necessitats d'informació. El servei d'espionatge nacionalista estava molt diversificat, però,
| « | <las labores de información, espionaje y contraespionaje fueron realizadas, tambien, en buena parte, dentro de Cataluña, por un organismo de iniciativa privada, creado y dirigido por el destacado político de la Lliga Catalana señor Josep Bertran i Musitu. En el trabajaron infatigablemente, muchas personalidades y elementos destacados del citado partido, con la mas hidalga dejación de todo bagaje ideológico, limitándose al Servicio puro y simple de España. La organización se denominava SIFNE, y se extendió por las capitales que convino de la zona roja, así como Perpignan, Toulouse, Marsella, Lyon, París, Burdeos, Ginebra, Zurich, Amberes, Bruselas, Rotterdam, La Haya, Londres y otras localidades menores>. <Tan importante fue su actuación que de ella nació el SIPM (Servicio de Información Policía Militar) del Estado Español, segon Decreto fechado en Burgos el 28 de febrero de 1938>. | » |

Van col·laborar en el SIFNE la majoria dels elements afectes a les antigues posicions de la Lliga residents a l'estranger (Frederic Roda i Ventura, per exemple).

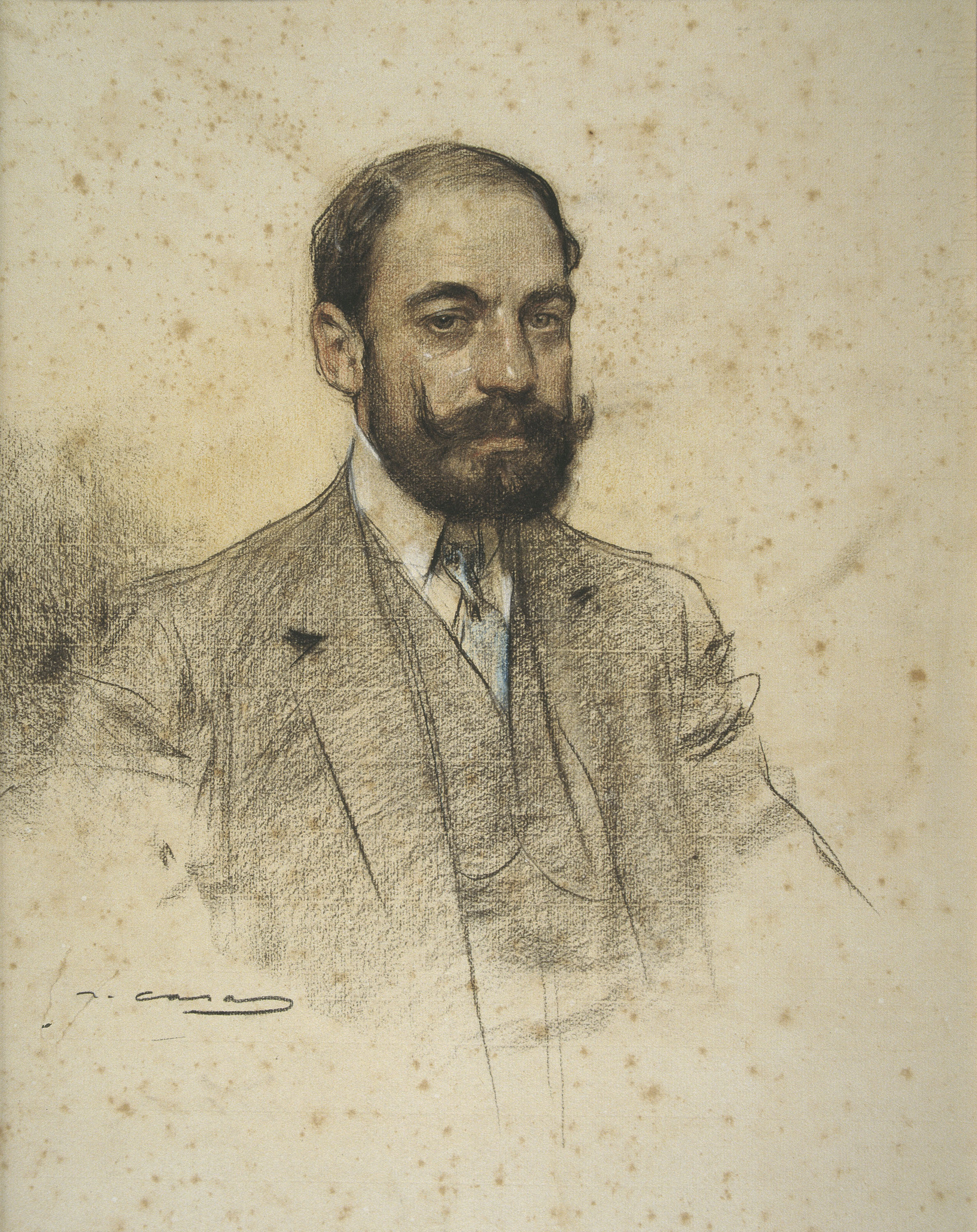
Pere Rahola

A França i Itàlia van viure també Puig i Cadafalch, Pere Rahola i Ramon d'Abadal, bé que no tenim referències directes que participessin en les xarxes d'informació. Abdal molt aviat es traslladà a Itàlia i des de Torí va escriure almenys dues vegades a F. Valls expressant-li la seva postura pessimista, en aparença, almenys, la més desesperada políticament. En una carta del 20 de setembre de 1936 deia:
| « | Les coses em temo que tardaran en arreglar-se i difícilment s'arreglaran com hom desitja. El principal és que la civilització triomfi sobre la barbàrie. | » |

I el 27 de febrer de 1937 deixa traspuar un cert penediment de la seva activitat política catalanista:
| « | ¡Com s'ha perdut el seu seny i el seu esperit de justícia en la nostra dissortada terra! A hom li sembla impossible que puguin tornar a arreglar-se en el nostre poble, després de la desfeta moral que ha sofert, major encara i més sensible que la misèria material que deixaran les bogeries que s'hi ha desencadenat. Hem de confiar, però, que Déu no voldrà que desaparegui aquell poble i les característiques, encara que costi redimir-lo de la seva rebel·lió contra Déu i contra ell mateix. Tots estem obligats, ja que som part del poble culpable, a fer el possible per la reparació de les seves culpes, que ens toquen de tan prop, si no és que hi tinguem també la nostra part. | » |

En una posició més retreta, però potser menys descoratjada, es troba Lluís Duran i Ventosa, que escrivia regularment articles periodístics en el diari argenti <La Nación>, i que preparava un llibre teòric important sobre el nacionalisme: La esencia de los nacionalismes. Sus virtudes y sus peligros en el qual, si bé admet la necessitat de recórrer a nacionalismes estatals dotats d'una forma feixista qua la societat és amenaçada pels elements dissolvents, en canvi veu com les societats més sanes han aconseguit d'evitar la descomposició social mantenint institucions democràtiques.Acceptava la nova situació, però no s'hi adheria.

### La Lliga fora d'Espanya
Fora d'Espanya van viure tots els altres dirigents de la Lliga, durant un període més o menys llarg, fins que es van incorporar a la zona nacional. J. Ventos i Calvell, de qui hem vist que segons Cambó havia treballat des del primer moment pel triomf de l'exèrcit, passà gairebé tota la guerra a Espanya <un de sus hijos murió en las files del General Franco>. L'11 de setembre de 1936 escrivia F. Valls: <El que passa a casa nostra és espantós>. Així i tot, li diré que potser hauria estat pitjor encara que s'hagués anat desfent el país en un estat sense que es produís una reacció del cos social. Veurem com acaba, i en dir això em refereixo no solament en l'aspecte militar, sinó també en el supòsit que triomfessin els nostres, a l'acció posterior, que haurà d'ésser formidable i ben orientada per a reparar els estralls causats. Així i tot, no hi ha opció, i crec que tots hem de fer el possible, amb el desig i amb els actes, per aixafar les forces del desordre i de l'anarquia.>
Dins d'aquesta línia de col·laboració amb el govern de Burgos van destacar, entre d'altres, Josep Maria Trias de Bes, assessor jurídic del Ministeri d'Afers Exteriors, J. Casabò que <en Bruselas iba vestido de falangista y fue más tarde secretario territorial de Falange a las órdenes de Eduardo Aunós>; Felip Bertran i Güell, que serví durant la campanya com a capità d'enginyers a ferrocarrils i va escriure diversos llibres propagandístics; Caudillos, profetes y soldados; Preparación y desarrollo del Alzamiento Nacional; i, ja acabada la guerra, Rutas de la victoria; Josep Maria Tallada; Francisco Bastos Ansart; etc.

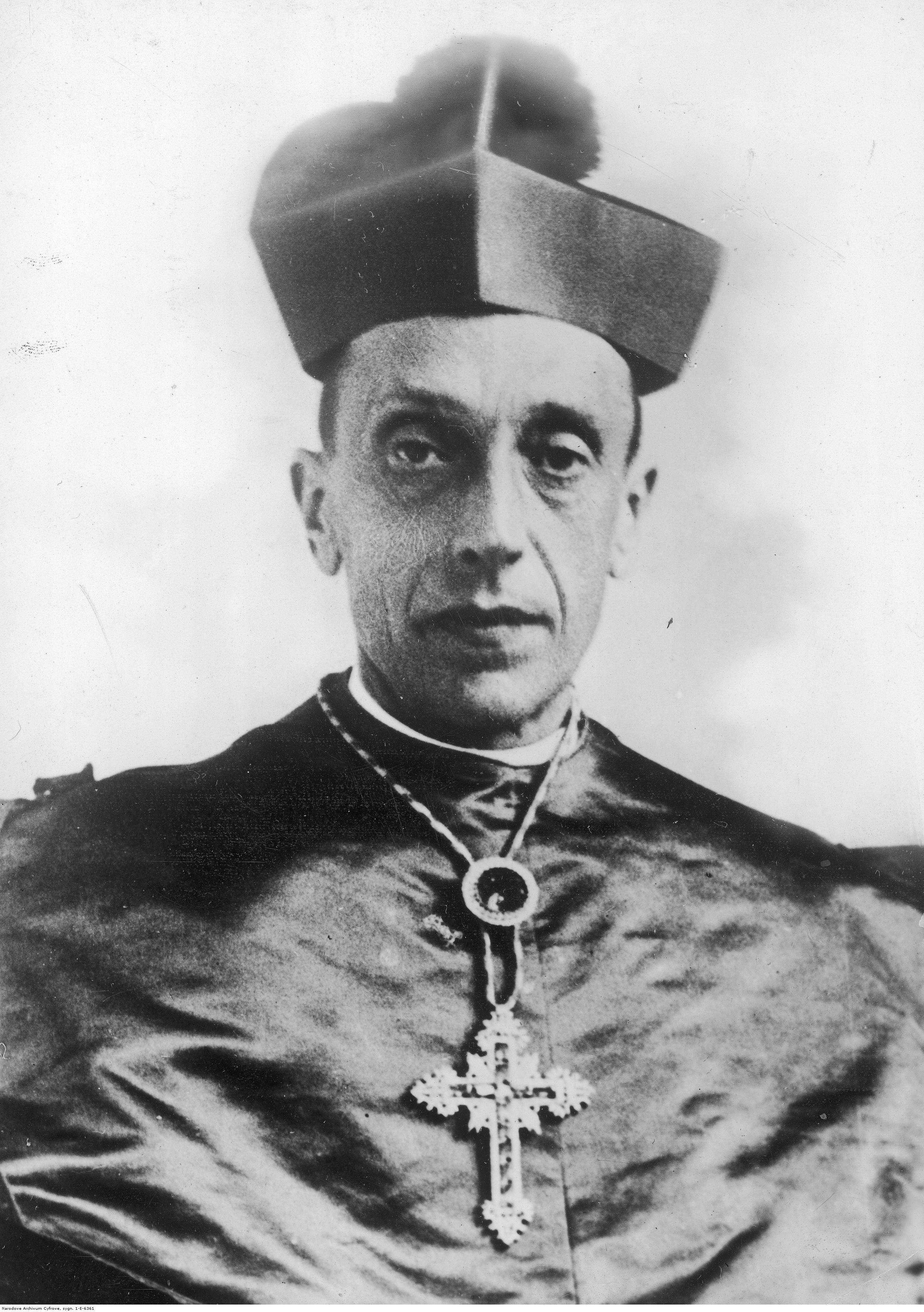
Vidal i Barraquer

En general, la incorporació dels elements de lliga Catalana al govern de Burgos fou total. J. M. Fontana addueix que Miquel Vidal i Guardiola <mantenia un cierto y discreto neutralisme frente a la guerra civil>, però, en realitat, a banda la posició dubtosa de Joaquim Pellicena, només dues personalitats de la Lliga van discrepar de l'orientació general seguida pels líders i la massa del partit: Felip de Solà, que el 1945 impulsà, amb Modest Sabaté, la represa de <La Veu de Catalunya> (de la qual com a mínim en sortiren dos números) i la reestructuració de Lliga Catalana a França, i Joan Antoni Güell i López comte de Güell, marquès de Comillas, ex-alcalde de Barcelona el 1930, que aconseguí passar a Mallorca (com hi van passar, per exemple, Joan Vallès i Pujals, o Enric Maynés) i, després d'haver estat testimoni i cronista de les vicissituds polítiques a la Zona Nacional, morí a l'exili, no sense haver intentat pressionar per aconseguir el suport de les potències aliades per al restabliment de la monarquia a Espanya. També dins aquesta línia neutralista es van mantenir dos elements eclesiàstics de relleu, l'arquebisbe de Tarragona, Vidal i Barraquer i Carles Cardó.
Però el suport dels dirigents de la Lliga a la causa nacionalista no deixava de tenir certes característiques que els impedien de mantenir una postura coherent. L'esquema polític que sostenien no solament no coincidia amb les seves aspiracions programàtiques (si bé satisfeia les seves necessitats mínimes de classe), sinó que impedia d'actuar-hi sense la prèvia renúncia a la seva postura ideològica catalanista. La intervenció en el govern d'Espanya ara entrava clarament en conflicte amb el catalanisme. En la conformació ideològica del nou bloc no hi havia lloc per al catalanisme; en la conformació social del nou bloc hom retornava al poder social a canvi de no ostentar directament el poder.

### Cop definitiu
Lliga Catalana havia estat dissolta. Havia estat dissolta pels republicans i havia estat dissolta pels nacionalistes. El paràgraf final de l'article 1r del decret de la Jefatura del Estado pel qual s'integren en una sola entitat política els serveis i elements de Falange Española i de la Comunión Tradicionalista, de 19 d'abril de 1937, establia que <quedan disueltas las demas organizaciones y partidos políticos> que no siguin l'organització unificada (FET y de la JONS).
Aquesta disposició refermava amb caràcter definitiu la prohibició establerta en el decret del 25 de setembre de 1936, en el seu article 1er.: <Quedan prohibides, mientras duren las actuales circunstancias, todas las actuaciones políticas y las sindicales obreres y patronales de caràcter político>.
Però la desaparició de fet s'havia produït abans de la desaparició legal, i fins a cert punt la desaparició futura havia de dependre de la via que seguís l'Estat dirigit pel general Franco i de la posició dels antics dirigents de la Lliga, especialment F. Cambó.
La contradicció entre la postura ideològica (catalanisme democràcia) i les necessitats de la vida política en la nova situació conduïen directament a un cul-de-sac, en l'oposició (o evolució) clara (com el comte de Güell, Solà Cañizares o en les posicions més matisades de Lluís Duran i del mateix Cambó sobre l'entronització d'En Joan de Borbó al final de la Segona Guerra Mundial o en l'acceptació franca de la nova situació, basada no tant en una coincidència momentània com en una revisió dels postulats ideològics vàlids per al moviment conservador català, tenint en compte la nova situació resultant de la guerra civil.
Aquests nous pressupòsits ideològics serien formulats per l'ideòleg regionalista que ja havia plantejat anteriorment la inutilitat de les fórmules nacionalistes per a una política intervencionista a Espanya i havia alçat la bandera del revisionisme, del catalanisme conservador, per l'ideòleg segons el qual hi ha qüestions prèvies i més importants que el catalanisme: Ferran Valls Taberner.
Per Ferran Valls Taberner, teoritzant amb coherència la postura pràctica adoptada per la immensa majoria dels homes de Lliga Catalana, la renúncia al catalanisme era una necessitat imperiosa. El conservadorisme català havia de tallar tot lligam amb el passat catalanista. Propagandista de l'Espanya Nacional per Amèrica, assenyalava allà que
| « | la guerra civil española la provocaron y la iniciaron los rojos, que ya antes del Movimiento Nacional manifestaron pràcticamente y de modo harto palpable su afán destructor, derivado de sus propios principios negativos>. <Contra el odio que es el motor fundamental de la revolución roja; contra el sentido materialista y la negación de la ley moral caracaterísticos de la conjunción anárquico-marxista que detenta todavía bajo su tiranía una parte de España; contra el desenfreno demoledor y la furia sectaria del gobierno bolchevizante de Valencia>. | » |

es dreça un moviment general espanyol, el Movimiento Nacional, que és l'encarnació de l'espiritualisme i del cristianisme enfront de l'ateisme. <Afirmación y negación, sentimientos de amor a la tradición patria a la religión y al pueblo, por un lado; impulsos de odio, de disgregación y de destrucción por otro>.

### Campanya en la premsa catalana
Però el més important de tota la seva nova formulació és la sèrie d'articles publicats a La Vanguardia Española de Barcelona, en els quals, de manera clara i directa, assenyala la total necessitat de renunciar al catalanisme: <Catalunya ha seguido una falsa ruta y ha llegado en gran parte a ser víctima de su propio extravio. Esta falsa ruta ha sido el nacionalismo catalanista>. És la mateixa fórmula que, en un to més vehement, expressava per la mateixa època Ignasi Agustí: 
| « | El catalanismo, nacido de unos romànticos con chalina, llegarà a ser, al córrer de los dies, la alcahueta política más sagaz y más funesta de España.> | » |

Per això la burgesia, els elements conservadors de la societat catalana, han d'abjurar del catalanisme. 
| « | <Nadie puede hoy honradamente dejar de confessar que (...) el catalanismo, al termino de su trayectoria, se ha vuelto contra Catalunya; y que incluso lo que un tiempo pudo tenir de generosa aspiración renovadora, en medio de la general decadencia, lo que tuvo tambien de idealidad, desviada sin duda, pero llena de ingenuas ilusiones, lo que haya representado en cuanto a anhelos de reforma y de perfección, bien que exaltados y turbulentos, todo ello ha sido ignominiosamente prostituido y sacrificado en estos últimos años (...) Y puesto que la Providencia, en el momento més angustioso y de máximo peligro, nos ha salvado de una ruina irreparable, por medio de nuestro excelso Generalisimo y del glorioso Ejercito Nacional, es necesario que la rectificación, la contricción y la enmienda marquen una nueva orientación de la vida de Catalunya, reincorporada a España definitivamente.> | » |

El catalanisme ha d'ésser definitivament arraconat pel conservatisme català, segons F. Valls; més que arraconat, combatut com una via falsa, generadora només de desastres. Les classes dirigents catalanes han de participar en la vida política, armades de la mateixa ideologia que la de la resta de l'Espanya Nacional, han de participar directament en la política del nou Estat, per tal de poder actuar en condicions que no siguin d'inferioritat en el nou bloc social dominant.
Amb la lucidesa amb què havia assenyalat, ja els 1930-31 la necessitat d'abandonar el nacionalisme per a poder dirigir Espanya, ara, acabada la guerra civil, F. Valls demanava la renúncia a les postures catalanistes i l'adopció de l'ideari vigent, per tal d'intervenir directament en el govern d'Espanya, per tal de no recloure's en un allunyament voluntari del poder, que no seria ni intervenció ni oposició, però que amb els anys tindria tots els inconvenients de les dues posicions i cap de les seves avantatges. De tota manera, el canvi exigit era massa fort i, per tant, difícilment podia ésser seguit per la vella direcció fins a les darreres conseqüències.